# Walter Horstmann
Walter Horstmann (Hildesheim, 28 agosto 1935 – Nordstemmen, 21 agosto 2015) è stato un arbitro di calcio tedesco.

## Carriera
Dal 1964 al 1982 ha diretto 144 gare di Bundesliga e dal 1974 al 1982 ne ha dirette 36 di 2. Fußball-Bundesliga. Nel 1975 è stato l'arbitro della finale di Coppa di Germania.
Dal 1991 al 2005 Horstmann è stato il presidente della Niedersächsischen-Fußballverbandes a Hildesheim. Dal 2011 fino alla sua morte è stato presidente onorario della sezione arbitri di Hildesheim, di cui è stato presidente dal 1969 al 1981.